# Świerże Górne (stacja kolejowa)
Świerże Górne – towarowa stacja kolejowa w Chinowie, w gminie Kozienice, w powiecie kozienickim, w województwie mazowieckim, w Polsce. Od stacji prowadzi bocznica do Elektrowni Kozienice. Przez stację jest prowadzony przewóz węgla kamiennego do Elektrowni Kozienice.